# Acacia merkeri
Acacia merkeri é uma espécie de leguminosa do gênero Acacia, pertencente à família Fabaceae.